# Jerzy Niebrzydowski
Jerzy Niebrzydowski (ur. 3 stycznia 1936 w Wityniach koło Łomży, zm. 17 sierpnia 2015) –  profesor Politechniki Białostockiej.
Dyplom magistra inżyniera, w specjalności elektroenergetyka, uzyskał w 1960 roku na Wydziale Elektrycznym Politechniki Warszawskiej. Stopień naukowy doktora nauk technicznych nadała mu w 1969 roku Rada Wydziału Elektrycznego Politechniki Poznańskiej. W 1979 roku Rada Wydziału Politechniki Warszawskiej nadała, na podstawie rozprawy habilitacyjnej pt. Stochastyczny model zmienności obciążeń odbiorców wiejskich dla potrzeb prognozy elektroenergetycznej, stopień naukowy doktora habilitowanego nauk technicznych w dyscyplinie elektroenergetyka. Tytuł profesora w dyscyplinie nauk technicznych uzyskał 16 listopada 2004.
W latach 1960–1966 pracował w energetyce, a od 1 października 1966 roku pracuje na Wydziale Elektrycznym Politechniki Białostockiej. Zajmowane kolejno stanowiska to: wykładowca (1966–1970), docent (1971–1990), profesor nadzwyczajny od 1991.

## Praca naukowa
Zainteresowania prof. dr hab. inż. Jerzego Niebrzydowskiego koncentrują się na szeroko pojętej elektoenergetyce rolniczej. Interesuje się przede wszystkim problematyką sieci elektroenergetycznych zasilających odbiorców wiejskich, ale także analizą strukturalną i prognozowaniem zapotrzebowania na paliwa i energię, jakością energii elektrycznej dostarczanej odbiorcom wiejskim i analizą kosztów energii elektrycznej dostarczanej odbiorcom. 

## Dorobek naukowy
W zakresie reprezentowanej specjalności naukowej Niebrzydowski jest autorem:
- 4 rozpraw
- 72 artykułów i referatów publikowanych
- 60 prac naukowo-badawczych
- 6 skryptów akademickich

Poza tym Niebrzydowski wypromował 2 doktorów i ponad 230 magistrów inżynierów i inżynierów.

## Pełnione funkcje
- Prodziekan Wydziału Elektrycznego (1970–1971)
- Dziekan Wydziału Elektrycznego (1971–1979)
- Prorektor ds. dydaktyki (1980–1981)
- Rektor Politechniki Białostockiej wybrany przez Kolegium Elektorów (1981–1984)
- Ponownie Dziekan Wydziału Elektrycznego (1987–1993)

Prof. Niebrzydowski zorganizował Katedrę Elektroenergetyki i przez wiele lat był jej kierownikiem.